# Hotel Reichshof (Berlin)

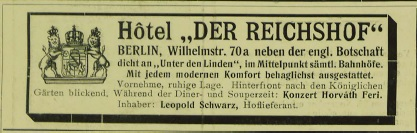
Anzeige des Berliner Hotels Der Reichshof von 1904

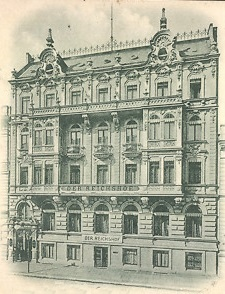
Das Hotel Der Reichshof in der Wilhelmstraße 70a in Berlin (Foto von 1899)

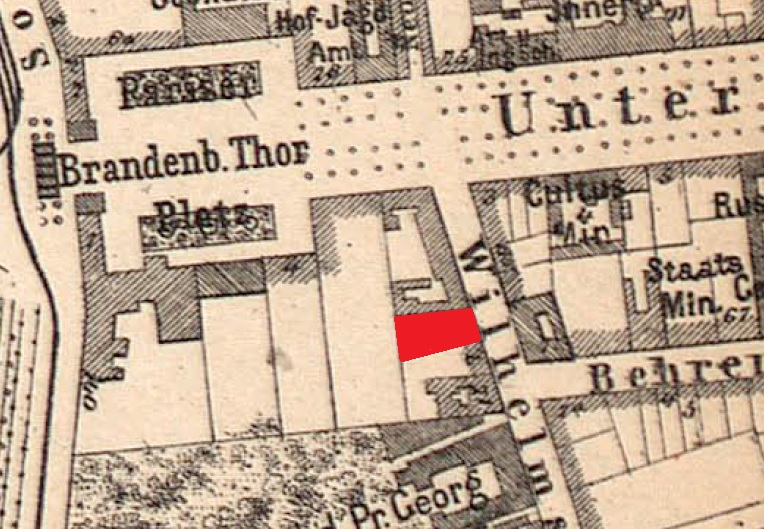
Das Hotel Der Reichshof lag in der Nähe der Prachtstraße Unter den Linden.

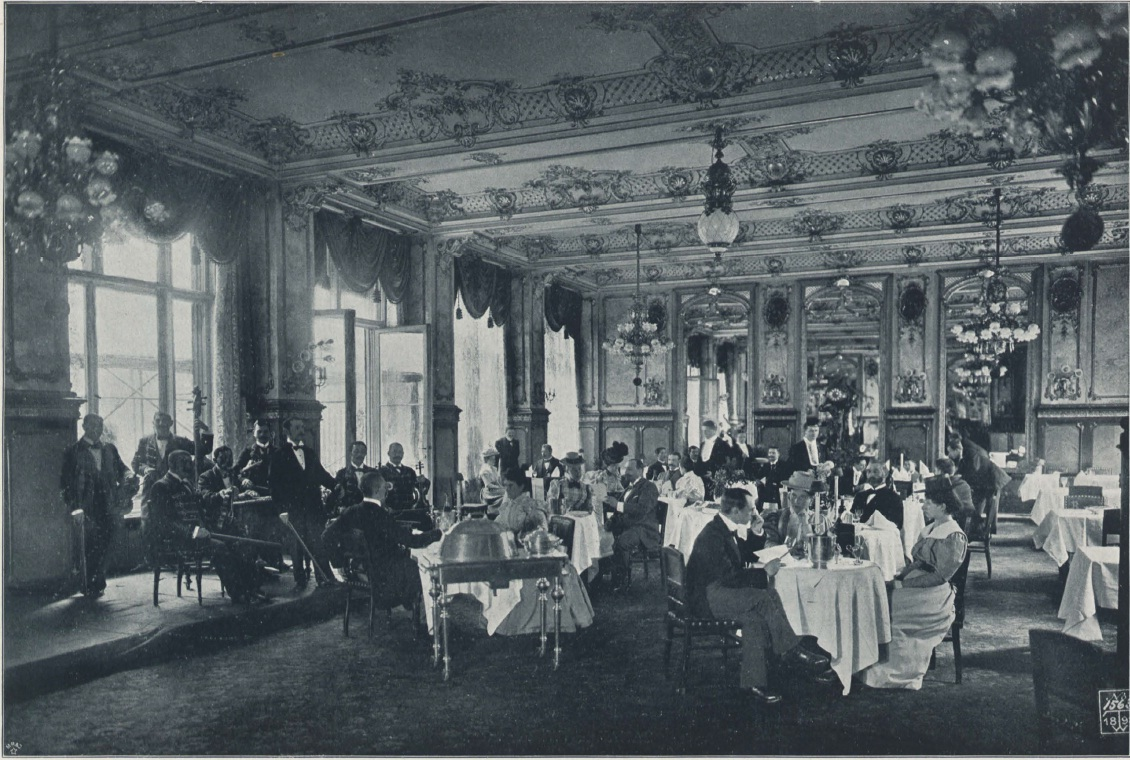
Blick in den Speisesaal des Hotels Der Reichshof. Foto von 1898.

Das Hotel „Der Reichshof“ war in der wilhelminischen Epoche ein mittelgroßes Hotel der gehobenen Klasse in der Wilhelmstraße Nr. 70a, im damaligen Berliner Regierungsviertel. Es wurde 1892/93 eröffnet und 1907 mit dem neuerbauten Hotel Adlon vereinigt.

## Lage
Das Hotel Reichshof lag direkt südlich angrenzend neben der damaligen britischen Botschaft (Wilhelmstraße 70), die im ehemaligen Palais Strousberg untergebracht war. Das Hotel befand sich damit ganz nahe an der Berliner Prachtstraße Unter den Linden, war aber von deren Verkehrsfluss etwas abgerückt. Zugleich war es nicht weit entfernt von den damaligen wichtigen Bahnhöfen Friedrichstraße im Norden, Potsdamer Bahnhof und Anhalter Bahnhof im Süden. Das Hotel selbst nannte dies in einer Zeitungsanzeige eine „vornehme ruhige Lage“. Ein zeitgenössischer Experte bezeichnete das Hotel Reichshof 1905 als ein stilles Hotel, das vor allem bei Familien oder alleinstehenden Damen, die für einige Zeit mieten wollen, beliebt sei. Seine Hinterfront blickte auf die Königlichen Gärten.

## Standard und Dienstleistungen
Das Hotel verfügte 1904 über 65 Zimmer. Es hatte einen Fahrstuhl, Bäder, elektrisches Licht (damals noch keine Selbstverständlichkeit), Zentralheizung und ein eigenes Restaurant. Als besondere Dienstleistung bot das Hotel täglich um 19.30 Uhr abendliche Konzerte an.

## Verkauf
Inhaber des Hotels war 1904 Leopold Schwarz. Wenig später verkaufte er das Hotel an den ehrgeizigen Geschäftsmann Lorenz Adlon, der bereits mehrere Lokale und Kaffeehäuser in Berlin besaß. Er errichtete mit wohlwollender Unterstützung seitens Kaiser Wilhelm II. am benachbarten Pariser Platz, nordwestlich an das Palais Strousberg angrenzend, ein neues großes Luxushotel, das Hotel Adlon. In dessen Gesamtanlage wurde auch das Gebäude des Hotels Reichshof integriert. Die britische Botschaft im ehemaligen Palais Strousberg wurde auf diese Weise auf zwei Seiten von hohen Hotelbauten umgeben und stark eingeengt.

## Zerstörung im Zweiten Weltkrieg
Im Zweiten Weltkrieg wurden mit dem Hotel Adlon und dem Reichslandwirtschaftsministerium, das die Räumlichkeiten des Palais Strousberg übernommen hatte, auch diejenigen Gebäudeteile des Hotels Adlon, die früher zum Hotel Reichshof gehört hatten, schwer beschädigt und nach dem Kriege abgetragen.
Heute ist das ehemalige Grundstück Wilhelmstraße 70a Teil des Areals der Britischen Botschaft, die auf dem Gesamtgelände ein neues Botschaftsgebäude errichtet hat.